# Republic of Gamers

Asus ROG logo

ASUS Rog (Republic of Gamers) is een merk van hardware-onderdelen voor gaming-pc's. Het werd opgericht in 2006 door het Taiwanese bedrijf ASUS. De producten bestaan onder meer uit moederborden, gamingdesktops, gamingnotebooks, grafische kaarten, geluidskaarten en computeraccessoires zoals muizen, headsets en toetsenborden. ASUS heeft wereldwijd verschillende wereldrecords en prijzen behaald. ROG ondersteunt ook evenementen zoals QuakeCon, BlizzCon en Dreamhack.

## Historische mijlpalen
- Juli 2006 – eerste gamingmoederbord, genaamd Crosshair
- December 2006 – CPU-overclockingrecord
- Juli 2007 – CrossLinx
- December 2007 – nieuwe productlijn: gamingnotebook G1/G2
- Juli 2008 – nieuwe productlijn: grafische kaart Matrix
- Oktober 2009 – eerste 3D-gamingnotebook
- Maart 2010 – Rampage 3 Extreme-moederbord
- Juni 2010 – snelste grafische kaart ter wereld
- Juni 2010 – eerste active-noise cancelling pro-gaming-headset[bron?]
- Oktober 2011 – Tytan CG8565